# Мако (язык)
Мако (Itoto, Jojod, Maco, Maco-Piaroa, Mako, Maku, Makú, Sáliba-Maco, Wirö, Wotuja) — индейский язык, на котором говорит народ пиароа, проживающий в деревнях Вапучи, Мариче, Маруэта, Морокото, Порвенир, Тави-Тави; на территории рек Вапучи, Маруэта, Пару, Юреба, на притоках реки Вентуари в Венесуэле. Иногда считается диалектом языка пиароа.

## Генетическая классификация
На данный момент из-за недостатка информации об этом языке почти не проводится историческая и сравнительная работа. Это вызывает путаницу в отношении генетического родства этих языков.
Существует согласие среди специалистов относительно существования языковой семьи, в которую входят пиароа и салиба, причем большинство предложений по поводу классификации включает мако как диалект пиароа, либо как отдельный салибанский язык.
Джозеф Гринберг относил язык к Андо-экваториальному типу.
В работах конца XX века салибская семья выделяется как отдельная семья, не связанная с другими языками.
Носители мако считают себя группой, связанной с пиароа, но социально-политически отделённой от пиароа, поэтому принято считать мако отдельным языком, а не диалектом.

## История
Упоминания о языке можно найти ещё в середине XVIII века. Также упомянут в работе Александра Гумбольдта о коренных народах Америки, где приведены 10 слов этого языка.

## Жизнеспособность языка
В сообществах мако среднего течения реки Вентуари передача языка из поколения в поколение не прерывалась. Все дети растут, говоря на языке мако, и только когда они входят в школьную систему в возрасте от 4 до 5 лет, они начинают изучать испанский язык, и даже в течение первых нескольких лет обучения дети все ещё не говорят по-испански.

### Число носителей
| Перепись | Мако |
| -------- | ---- |
| 1985     | 130  |
| 1992     | 345  |
| 2001     | 1130 |
| 2011     | 1211 |

Сообщения о численности населения мако начинаются только в 1985 году, когда впервые мако были рассмотрены в национальной переписи как отдельная группа. До этого они рассматривались как часть пиароа, и их численность сообщалась как часть последних.
Как показывают данные, в первых двух отчетах группа представлена менее чем 400 говорящими, в то время как в последних двух — более чем 1000 говорящими. Этот очевидный быстрый рост в период с 1992 по 2001 год можно объяснить, возможно, результатом более тщательной переписи населения, которая попыталась охватить все общины коренных народов в стране, или вновь возникшим интересом среди коренного населения к самоидентификации в качестве коренного населения в связи с изменениями Конституции Венесуэлы 1999 года. Сравнение данных переписи 2001 года и переписи 2011 года показывают, что численность этой группы оставалась относительно стабильной.

### Религия
Миссии Новых Племен ввели евангельское христианство в Маруэту, и это распространилось на большинство общин мако. Хотя миссионерам МНП теперь больше не разрешается жить в общинах коренных народов, евангельская религиозная практика продолжается. Религию здесь можно рассматривать как положительный фактор, поскольку она способствовала развитию грамотности мако. Однако это также привело к упадку традиционных культурных практик.

### Официальный статус
Конституция Венесуэлы 1947 года не содержала никаких положений, касающихся официального языка или языков страны. Однако конституция 1961 года в своей статье 6 провозглашает, что испанский язык является официальным языком страны. Это положение не менялось до 1999 года, когда новая Конституция добавила упоминание языков коренных народов страны в свою статью 9. Хотя испанский язык оставался официальным языком страны, Конституция 1999 года объявляет языки коренных народов «официальным использованием» для коренных народов страны и добавляет, что они должны уважаться на всей территории страны, поскольку они являются культурным достоянием. Кроме того, в главе VIII Конституции провозглашается, что государство должно признавать культуру и языки коренных народов. Хотя вклад Конституции 1999 года в статус языков коренных народов может показаться минимальным, именно эта Конституция обеспечила правовую основу для других законов и декретов, касающихся прав коренных народов, которые будут приняты в течение следующего десятилетия. Например, в 2002 году были приняты два президентских указа. Первый из них, декрет 1.795, установил обязательное использование языков коренных народов в школах в районах проживания коренных народов или в городских районах, населенных членами групп коренных народов. Второй декрет, декрет 1.796, провозгласил создание Национального совета образования, Cultura e Idiomas indígenas 118, который должен был служить Исполнительному комитету в качестве консультанта по вопросам языкового планирования. В 2005 году был принят закон Ley Orgánica de Pueblos y Comunidades Indígenas 119 (LOPCI), который включал главу с тремя статьями, регулирующими статус и использование языков коренных народов страны. Первая статья, статья 94, подтверждает текст Конституции 1999 года, касающийся официального статуса языков коренных народов для коренных народов. В статье 95 перечислены различные контексты, в которых использование языков коренных народов должно быть гарантировано государством:
1) основные законодательные акты, Конституции Штатов и любые другие официальные документы, затрагивающие коренные народы;
2) судебные и административные процессы с участием коренных народов через двуязычных переводчиков;
3) официальные публичные церемонии в Штатах с коренным населением;
4) медицинские услуги и программы, направленные на коренные народы.
Он также поощряет использование и регистрацию топонимии коренных народов, публикацию школьных текстов и других учебных материалов, издание и публикацию библиографических и аудиовизуальных материалов на каждом из языков коренных народов. Наконец, статья 96 гласит, что государство совместно с коренными общинами и народами должно поощрять публикации и вещание на языках коренных народов. В 2008 году был утвержден Ley de Idiomas Indígenas 120. Этот закон основан на Конституции 1999 года и LOPCI 2005 года. С целью регулирования, поощрения и укрепления использования, сохранения, защиты и развития языков коренных народов ключевым вкладом этого закона стало то, что он, наконец, сделал языки коренных народов страны официальными не только для коренных народов, но и для страны (Статья 4). Этот закон также предусматривает возрождение и поощрение языков коренных народов и возлагает на государство обязательство гарантировать необходимые ресурсы для решения этой задачи. Приоритет должен отдаваться языкам, находящимся под угрозой исчезновения (Статья 36), и закон предлагает языковые гнезда в качестве средства оживления и поощрения использования языков коренных народов в тех общинах, где они больше не используются или где их использование сокращается (Статья 37). Закон также подтверждает обязательное использование языков коренных народов в качестве основного языка обучения в школах на территориях коренных народов (Статья 31) и предусматривает, что общинам коренных народов должно быть предоставлено право участвовать в разработке алфавитов, грамматик и словарей (Статья 29). Он также поощряет исследования по языкам коренных народов под руководством Национального института идиом Индигенас 121 (статья 39). INII фактически "создан" в разделе 3 Ley de Idiomas Indígenas, где устанавливаются его цель, компетенции и организационная структура. Этот институт должен был стать движущей силой реализации того, что было предусмотрено законом.

### Численность носителей

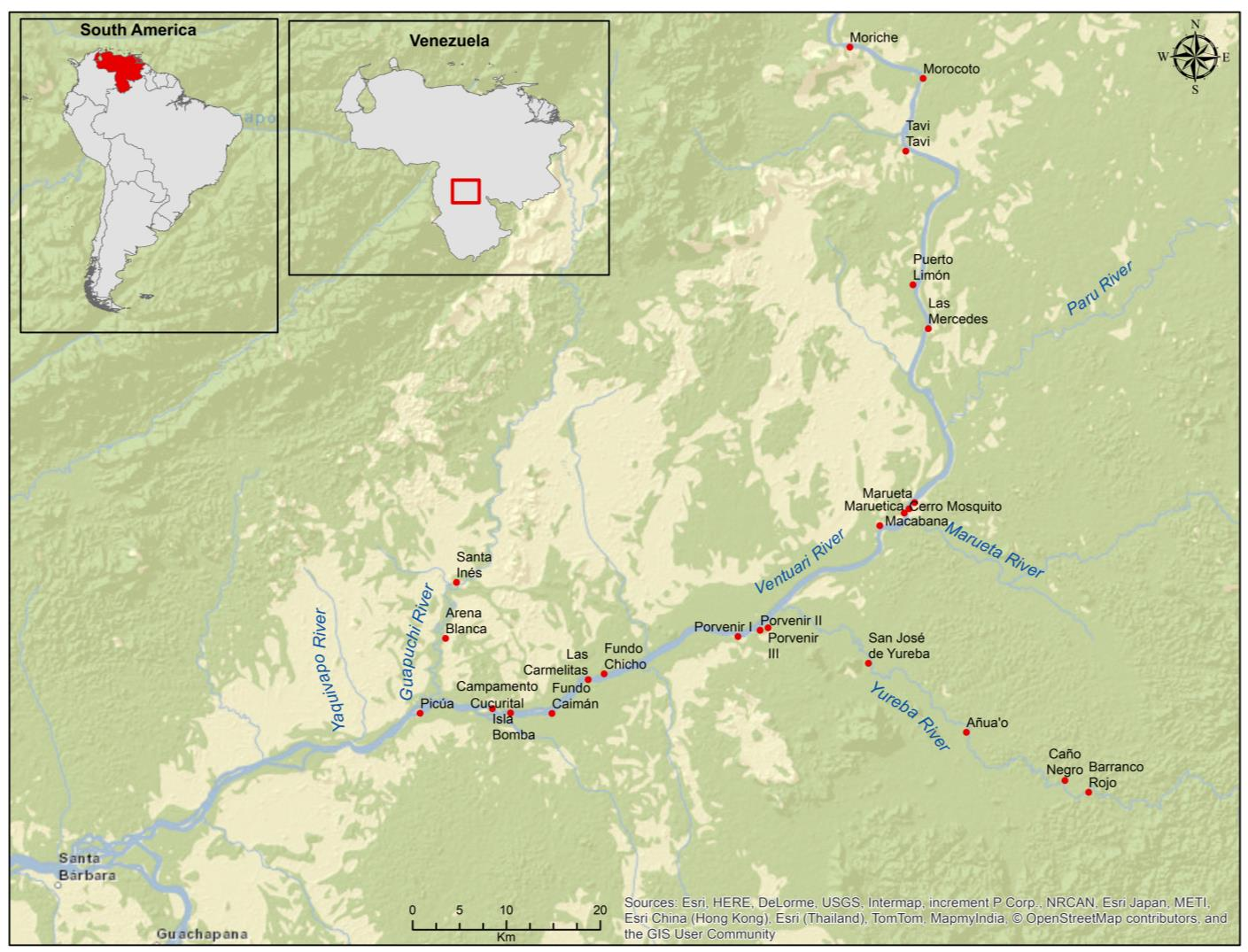
Здесь представлены деревни, где проживают носители мако

## Лингвогеография

### Социолингвистические сведения
В сообществах мако сейчас распространены 3 языка: собственно мако, испанский и пиароа.
Мако остается языком, используемым для повседневного взаимодействия с другими людьми мако как дома, так и в социализационных пространствах. Мако также является языком шаманизма, где эта практика все ещё активна, и языком управления внутри общин. Деревенские собрания, касающиеся выборов, полностью проводятся на мако.
Испанский язык в основном используется только в ситуациях, связанных с присутствием иноземца (например, визит губернатора).
Использование пиароа отличается от общины к общине; оно положительно коррелирует с числом носителей пиароа в любой данной деревне. Взаимодействие мако-пиароа возможно благодаря тому, что говорящие на мако и пиароа в этом регионе способны понимать друг друга. Эта разборчивость, по-видимому, приобретена, а не присуща носителям пиароа. Пиароа из других районов (например, из реки Катаниапо), которые не контактируют с мако, сообщают, что не понимают этого языка.

## Лингвистическая характеристика

### Фонетика и фонология

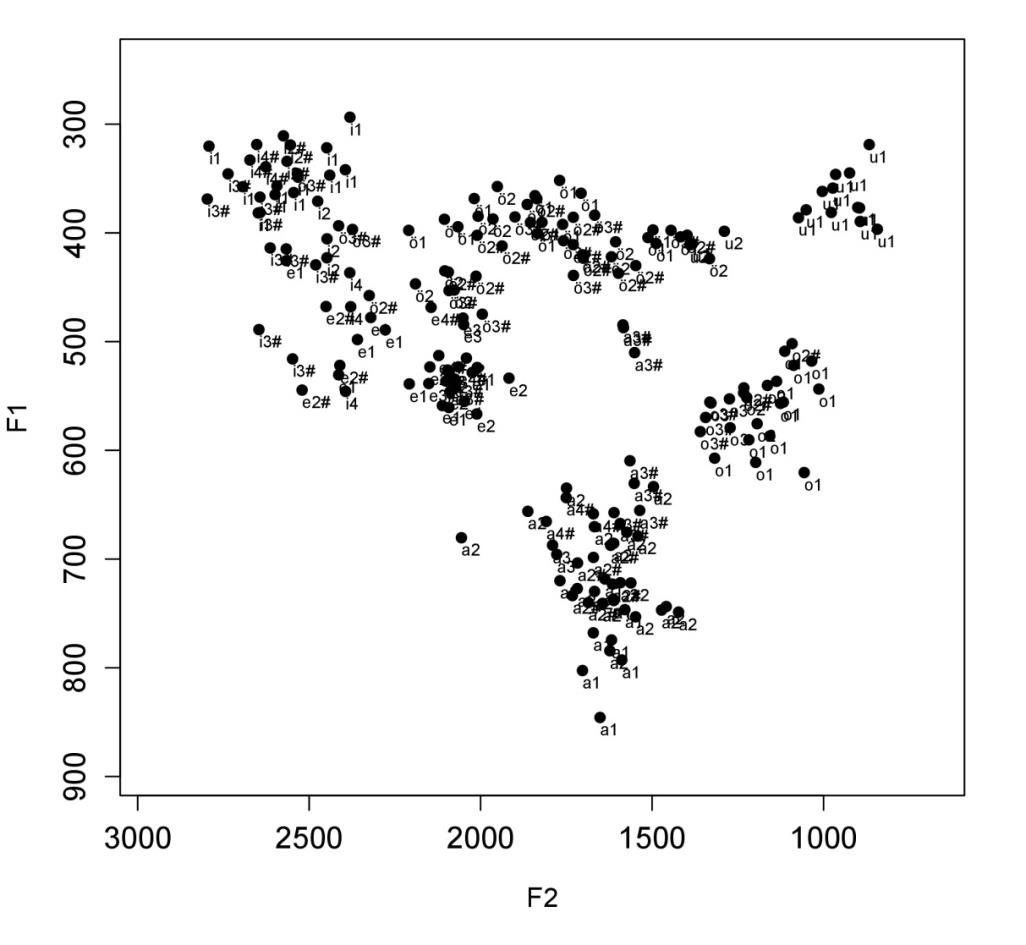
Распределение гласных в маку

#### Гласные
|         |           | Передние | Средние | Задние |
| ------- | --------- | -------- | ------- | ------ |
| Верхние | Неносовые | i        | ɨ       | u      |
| Верхние | Носовые   | ĩ        | ɨ̃       | ũ      |
| Средние | Неносовые | e        | (ə)     | o      |
| Средние | Носовые   | ẽ        |         | õ      |
| Нижние  | Неносовые |          | a       |        |
| Нижние  | Носовые   |          | ã       |        |

Все фонемы выделяются однозначно, потому что существуют контексты, где различаются все 6 фонем:
a. walɨ ‘грести’
b. welɨ ‘смешивать (жидкость)’
c. wilɨ ‘ломать’
d. wɨlɨ ‘повернуть (ручку в ручной мясорубке)’
e. wolɨ ‘очаровывать’
f. wulɨ ‘резать’
С звуком шва имеются трудности при выделении фонем, потому что он употребляется в одном единственном контексте: суффиксе прошедшего времени /-tə/
Не существует минимальных пар с этим звуком и любыми другими гласными из-за его очень ограниченного морфологического контекста. Однако акустические исследования показывают, что этот гласный отличается от других гласных в системе.
Каждая из шести гласных выше имеет носовой фонематический аналог, кроме гласного /ə/. Следующие минимальные пары поддерживают фонематическое значение носовых гласных:
a. akʷato '(для него) повесить'
b. akʷatõ ‘тот, кто вешает’
c. edahi ‘иди посмотри?’
d. edahĩ ‘видит ли он?’
е. ala — ‘ара’
f. ãlã ‘Юкка-соковыжималка’
g. ˀdɨbɨ ‘сломать’
h. ˀdɨ̃bɨ ‘солома’
i. dubɨ ‘бежать, распространять'
j. dũbɨ ‘сосать’
k. ˀdebɨ 'открывать треснутые фрукты’
l. ˀdẽbɨ ‘лупить’
Назальность может также выступать суперсегментным признаком, который служит для обозначения множественного числа некоторых существительных:
| SG      | SG        | PL      | PL         |
| ------- | --------- | ------- | ---------- |
| [kɨbo]  | аллигатор | [kɨ̃bõ]  | аллигаторы |
| [iwo]   | мотылек   | [ĩwõ]   | мотыльки   |
| [ˀʤawe] | москит    | [ˀɲãwẽ] | москиты    |

#### Согласные
|               |                     | Билабиальные | Альвеолярные | Палатальные | Велярные | Глоттальные |
| ------------- | ------------------- | ------------ | ------------ | ----------- | -------- | ----------- |
| Взрывные      | Аспирированные      | pʰ           | tʰ           |             |          |             |
| Взрывные      | Глухие              | p            | t            |             | k        |             |
| Взрывные      | Звонкие             | b            | d            |             |          |             |
| Взрывные      | Лабиализованные     |              |              |             | kʷ       |             |
| Взрывные      | Имплозивные         | ˀb           | ˀd           |             |          |             |
| Фрикативные   | Обычные             |              |              |             |          | h           |
| Фрикативные   | Лабиализованные     |              |              |             |          | hʷ          |
| Аффрикаты     | Глухие              |              | t͡s           | t͡ʃ          |          |             |
|               | Звонкие             |              |              | d͡ʒ          |          |             |
|               | Преглоттализованные |              |              | ˀd͡ʒ         |          |             |
| Боковые       | Боковые             |              | l            |             |          |             |
| Носовые       | Носовые             | m            | n            |             |          |             |
| Аппроксиманты | Звонкие             | w            |              |             |          |             |
| Аппроксиманты | Преглоттализованные | ˀw           |              |             |          |             |

##### Аспирированные согласные
В мако есть два придыхательных глухих согласных, а именно /tʰ/ и /pʰ/, которые контрастируют с простыми аналогами. Следующая минимальная пара демонстрирует контраст между /pʰ/ и /p/:
- põbebɨ 'открывать'
- pʰõbebɨ ' просеивать’

Контраст между /tʰ / и /t/ хорошо засвидетельствован, поскольку он сигнализирует о разнице между субъектом 1SG и субъектом 3PL в глаголах класса II, как показано для глаголов «выйти» (a-b) и «смеяться» (c-d):
| a | la-t-eb-obe | ROOT-1SG-?-TAME | b | la-tʰ-eb-obe | ROOT-3PL-?-TAME |
| c | o-t-obe     | ROOT-1SG-TAME   | d | o-tʰ-obe     | ROOT-3PL-?-TAME |

##### Лабиализованные взрывные согласные
В мако есть только один лабиализованный смычный: /kʷ/. Следующая пара показывает, что контраст между /kʷ/ и /k/ является фонемным.
a. kabɨ 'вынуть что-нибудь' b. kʷabɨ ' ударить/убить’

##### Обычные взрывные согласные
Мако имеет фонемные различия губно-губных и альвеолярных взрывных согласных: /p/ и /b/, /t/ и /d/. Однако для велярного взрывного /k/ нет никакой пары, так как в языке нет звука [g].
Это не особенно удивительно, поскольку звонкий велярный взрывной кажется довольно редким звуком среди южноамериканских языков в целом: из 359 южноамериканских языков в базе данных SAPhon 259 языков имеют a /k / без озвученного аналога; 96 языков имеют как a / k/, так и /g/; и четыре языка не имеют ни одного из этих двух звуков.

##### Преглоттализованные согласные
В языке мако есть группа преглоттализованных звонких согласных, которые могут появляться как в начале, так и в середине слова. Эти звуки являются редкими для других языков.
Минимальные пары ниже показывают фонематическую природу преглоттализованных остановок:
- ˀbɨbɨ ‘убить’
- ˀdɨbɨ ‘сломать’
- ˀdibɨ ‘трудно’
- dibɨ ‘скрести’

##### Фрикативные согласные
Единственный фрикативный звук в мако это /h/, который является рефлексом аспирированного глухого велярного взрывного *kʰ в протосалибском языке.
В дополнение к простому /h/ существует лабиализованный фрикатив /hʷ/.
Следующая минимальная пара показывает соотношение между /hʷ/ и /h/:
- hibɨ ‘натереть решетку’
- hʷibɨ ‘ ‘не существовать’

##### Аффрикаты
В мако существует глухая аффриката /ʧ/, фонемный статус которой легко установить, поскольку она используется в префиксе для 1SG и может быть противопоставлена нескольким другим согласным.
/ʧ/ имеет звонкий аналог /ʤ/. Фонематическое значение /ʤ/ в отличие от /ʧ/ устанавливается минимальной парой классификаторов -ʤo, используемых для облаков, и классификатором -ʧo ‘CL:BUNCH’.
Третья аффриката — /ʦ/. Следующие минимальные пары показывают фонематическое значение /ʦ/:
- ʦobɨ 'копать'
- ˀdobɨ 'бить'
- tobɨ ’готовить'

/ʦ/ иногда имеет взрывной звук, но иногда этот взрывной отсутствует, указывая, что фонема реализуется как фрикативная, которая варьируется в пределах /ʃ/ и /s/.

##### Плавные согласные
Плавная фонема /l/ имеет две реализации: [ɾ] перед /i/ и /ĩ/ в середине слова, и [l] во всех других контекстах.

##### Аппроксиманты
Аппроксимант /w/ ведет себя точно так же, как и другие согласные в языке, поэтому он рассматривается здесь. Например, он всегда занимает начало слога, а корни глаголов, оканчивающиеся на a-w, такие как dew — «быть белым», принадлежат к классу I, который является классом для корней глаголов, оканчивающихся на согласные и поэтому принимающих подлежащные префиксы.
Простой аппроксимант /w/ имеет предварительно глоттализованный аналог /ˀw/. Минимальная пары показывает этот контраст:
- wibɨ 'затягивать (во время плетения)'
- ˀwibɨ ’резать'

#### Ударение
Ударение в мако является несмыслоразличительным и фиксированным. Ударение падает на последний слог в слове.

#### Структура слога
В мако, так же как и в пиароа, структура слога (C)V, никакие осложнения слога не допускаются.

### Морфология

#### Существительные
Формальными и распределительными свойствами существительных мако являются:
— Корни существительных могут быть свободными корнями и не требуют дополнительной морфологии для функционирования в пределах фразы; однако некоторые связанные корни существуют и требуют классификатора (например, towi ' дерево’, для которого классификатор — owi) или притяжательного префикса в случае неотчуждаемых существительных (например, родственные термины) или и то, и другое (например, части тела), чтобы функционировать в пределах фразы, предложения или предложения.
— Некоторые существительные неотчуждаемы, другие могут быть отчуждаемы.
— Существительные могут быть множественными.
— Существительные не могут быть охарактеризованы по времени, модальности, аспекту и эвиденциальности
— Существительные могут быть изменены числительными, указательными, местоимениями и другими существительными.
— Существительные могут быть заменены местоимением.
Как и существительные в других языках, существительные мако — это слова, обозначающие названия мест, людей, животных, растений и вещей (как конкретных, так и абстрактных).

#### Глаголы
С точки зрения формы и дистрибуции глаголы в мако отличаются от существительных следующим образом:
— Все глагольные корни связаны и нуждаются в дополнительной морфологии, чтобы функционировать в пределах фразы и предложения.
— Глаголы не могут быть множественными (если только они не номинализованы).
— Глаголы могут быть охарактеризованы по времени, аспекту, модальности и эвиденциальности
-Глаголы не могут быть изменены числительными, указательными, местоимениями и другими существительными; когда они сосуществуют с глаголом, они функционируют как аргументы глагола, а не как модификаторы.
— Глаголы не могут быть заменены местоимениями.
Семантически глагол класса включает в себя слова, которые обычно выражают действия, процессы, события и т. д., а также понятия свойств, как будет показано в следующем разделе.

#### Прилагательные
В мако нет отдельного класса прилагательных.

### Типологическая характеристика

#### Тип (степень свободы) выражения грамматических значений
Языку мако свойственны полисинтетические глаголы.
| tʰ-ɨba-bia-nɨ                                | ˀdo-ˀdo-tʰ-akʷa-in-obe     |
| -------------------------------------------- | -------------------------- |
| 3PL-face+CL-PL-NON.SUBJ                      | RED-hit-3PL-RECIP-PST-TAME |
| ‘they are hitting each other in their faces’ |                            |
| 'они бьют друг друга по лицу’                |                            |

#### Характер границ между морфемами
Глагольная морфология суффиксальная и агглютинативная.
| b-ena-ma                                | ile            | hɨ-bɨl-in-obe              |
| --------------------------------------- | -------------- | -------------------------- |
| PROX-ADV1-TOP?                          | manioc/cassava | 3SG.FEM-turn.over-PST-TAME |
| ‘here she was turning over the cassava’ |                |                            |
| 'вот она переворачивала маниоку’        |                |                            |

#### Тип маркирования
В именной группе вершинный тип маркирования.
| mariu                       | ɨ-pɨ-o                      |
| --------------------------- | --------------------------- |
| tapir                       | 3SG.MASC-older_sibling-MASC |
| ‘the tapir’s older brother' |                             |
| 'старший брат тапира'       |                             |

В предикации вершинный тип маркирования.
| b-ena-ma                                | ile            | hɨ-bɨl-in-obe              |
| --------------------------------------- | -------------- | -------------------------- |
| PROX-ADV1-TOP?                          | manioc/cassava | 3SG.FEM-turn.over-PST-TAME |
| ‘here she was turning over the cassava’ |                |                            |
| 'вот она переворачивала маниоку’        |                |                            |

#### Тип ролевой кодировки в предикации
В мако действует номинативно-аккузативный строй. Однако, эта маркировка запрещена для одушевленных существительных.
| ɨ̃madɨ                           | wãmedukʷa  | b-ãh-ɨ          | tʰu-ku-in-obe-ka     |
| ------------------------------- | ---------- | --------------- | -------------------- |
| man+PL                          | three.ANIM | sit-MOT-NON.FIN | 3PL-eat-PST-TAME-TAG |
| ‘three men were eating seated?’ |            |                 |                      |
| 'трое мужчин ели сидя?'         |            |                 |                      |

| hemikena-ma                              | ∅-ab-in-obe             | ɨ-ale         | kama-nɨ          |
| ---------------------------------------- | ----------------------- | ------------- | ---------------- |
| afterward-TOP?                           | 3SG.MASC-sleep-PST-TAME | 3SG-POSS_ROOT | bed_Sp.-NON.SUBJ |
| ‘afterwards, he was sleeping in his bed’ |                         |               |                  |
| 'потом он спал в своей постели’          |                         |               |                  |

| iʦ-uhui                 | ˀdo-hi -obe-hɨj             |
| ----------------------- | --------------------------- |
| DUMMY_ROOT-CL:FEMA      | hit-3SG.FEMA -TAME-3SG.FEMO |
| 'the womani hits herj ’ |                             |
| 'женщинаi бьет еёj'     |                             |

Одушевленные аргументы S и A кодируются на глаголе с помощью двух наборов маркеров: набора префиксов для глаголов класса I и набора суффиксов для глаголов класса II.
Глаголы класса I имеют префикс. Полная парадигма дана для hãmat — «встать»:
ʧɨ-hãmat-obe 1sg-root-TAME
kʷɨ-hãmat-obe 2sg-root-TAME
ɨ-hãmat-obe 3SG. MASC-ROOT-TAME
hɨ-hãmat-obe 3SG.FEM-ROOT-ТАМЕ
dɨ-hãmat-obe 1PL-ROOT-TAME
kʷɨ-hãmat-adu-obe 2PL-root-2PL-TAME
tʰɨ-hãmat-obe 3PL-root-TAME
У всех лиц как единственного, так и множественного числа одушевленный субъект обозначается приставкой; 2PL дополнительно принимает суффикс -adu, что отличает его от 2SG. За исключением 3SG. MASC, где нет начального согласного, все префиксы имеют начальный согласный, который является затем следует гласная. Гласный в наборе префиксов недоспецифичен, гармонирует по назальности и качеству гласного с первым гласным корня глагола.
Глаголы класса II не используют набор префиксов, рассмотренных выше; они, с другой стороны, принимают суффиксы. Это проиллюстрировано для me — «падать»:
me-t-obe ROOT-1SG-TAME
me-kɨb-obe ROOT-2SG-TAME
me-∅-obe ROOT-3SG.MASC-TAME
me-h-obe ROOT-3SG.FEM-TAME
me-d-obe ROOT-1PL-TAME
me-kɨb-adu-obe ROOT-2PL-2PL-TAME
me-tʰ-obe ROOT-3PL-TAME
Объекты, в отличие от субъектов для глаголов класса I и подобных субъектов для глаголов класса II, кодируются с помощью набора суффиксов, которые присоединяются к глаголу. Различие между набором суффиксов субъекта II класса и суффиксов объекта заключается в их положении относительно корня глагола.

#### Порядок слов
Порядок слов — SOV.
| hõba-ma                   | op-ihu-da          | ku-õ-∅           |
| ------------------------- | ------------------ | ---------------- |
| that_one+CL:MASC-TOP?     | fruit+CL-PL-CONTR? | eat-CL:MASC-3COP |
| ‘he (always) eats fruits’ |                    |                  |
| 'он (всегда) ест фрукты'  |                    |                  |

## Список сокращений
# непроверенный пример
/ конец интонационной единицы
1 первое лицо
2 второе лицо
3 третье лицо
A Агенсивный аргумент канонического транзитивного глагола
ADD аддитив
ADV наречие
ALL аллатив
AUX вспомогательный глагол
CL Классификатор
COP связка
CONTR контрастив
DIST дистальный
DUR дуратив
FEM женский род
FUT будущее
IMP императив
MASC мужской род
MID средний
MOT движение
NON.FIN нефинитный
NEG отрицательный
NOM номиналайзер
OBJ объект
O / P пациентный аргумент канонического переходного глагола, объектный суффикс
PL множественное число
PN имя собственное
POSS посессив
PRS настоящее
PRO местоимение
PROH прохибитив
PROX обвиатив
PST прошлое
PURP преднамеренность
Q вопрос частица / маркер
RECIP реципрок
S единственный аргумент канонического непереходного глагола
Sp. Испанский
SH единственное число
SOC социатив
SUBJ субъект
TAME время / аспект / наклонение /эвиденциальность
TOP тема
UNCERT неопределенность
VEN венитив
VOL волатив